# Oregon Route 7
Az Oregon Route 7 (OR-7) egy oregoni állami országút, amely kelet–nyugati irányban a U.S. Route 26 Austin Junctiontől keletre fekvő elágazásától az Interstate 84 Baker City-i csomópontjáig halad.
A szakasz Whitney Highway No. 71 néven is ismert, valamint a Baker–Copperfield Highway No. 12 és a La Grande–Baker Highway No. 66 része.

## Leírás
A szakasz Austin Junctiontől keletre ágazik le a 26-os útról és észak felé indul. A susanville-i elágazást követően az austini kereszteződés mellett halad el, ezután északkelet felé halad tovább. A 410-es út sumpteri csomópontjához érkezvén az út délkelet felé kanyarodik, ezután keresztezi McEwent és elhalad a Phillips-tó mellett. Az OR 245 után a pálya újra északkelet felé változtat irányt, majd Baker Citybe érve először a U.S. Route 30-at keresztezi, amivel egy csomópontnyi távolságon át közös szakaszon halad, majd az Interstate 84 rámpáihoz érkezik.

### Nyomvonal-korrekciók
- A nyomvonal egykor a 245-ös út mai szakaszán haladt.

## Fordítás
- Ez a szakasz részben vagy egészben  az   Oregon Route 7 című angol Wikipédia-szócikk History című fejezete ezen változatának fordításán alapul.  Az eredeti cikk szerkesztőit annak laptörténete sorolja fel. Ez a jelzés csupán a megfogalmazás eredetét és a szerzői jogokat jelzi, nem szolgál a cikkben szereplő információk forrásmegjelöléseként.